# Sheeva
Sheeva es un personaje ficticio de la serie de juegos de lucha Mortal Kombat.
Es la única Shokan femenina que ha sido jugable de momento, siendo otros miembros de la especie Goro y Kintaro. Hizo su primera aparición en Mortal Kombat 3 (1995), donde servía principalmente como la guardaespaldas de Sindel.
Los Shokan guardan gran rencor a los Centauros y Osh-Tekk tras asesinar miembros importantes de su especie, por lo que Sheeva al igual que otros Shokan, alberga sentimientos amargos hacia Motaro y Kotal Kahn.
El personaje fue creado a partir de una figura animada con stop motion (como Goro y Kintaro). Sheeva fue añadida a la serie principalmente bajo solicitudes de fanáticos, quienes querían una "versión jugable" de Goro. Sin embargo, de todos los personajes de la primera generación de juegos, ha tenido la menor continuidad en la serie general hasta la fecha, solo aparece como jugable en dos títulos adicionales después de Mortal Kombat 3 y sus actualizaciones  (Ultimate Mortal Kombat 3 y Mortal Kombat Trilogy) además de pequeños papeles en medios alternativos relacionados con la saga, mientras que en la mercancía oficial no aparece. La recepción del personaje es mixta en términos de su presencia en la serie y movimientos.
Su nombre proviene de Shiva, deidad de la mitología india de cuatro manos; la única diferencia es que Shiva es hombre.

## Apariciones

### Videojuegos
Sheeva pertenece a la antigua raza de los Shokan, un pueblo subterráneo que vive en el Outworld. Como toda su raza, posee una constitución alta y musculosa, ojos rojos, cuatro brazos con tres dedos en cada uno (un total de 12 dedos en sus manos) y dos dedos por pie. Sin embargo, solo ella tiene cuernos en la cabeza. En "Mortal Kombat 3" (1995), cuando el emperador del Outworld Shao Kahn resucitó a la reina de Edenia Sindel como el primer paso en su invasión al Earthrealm, nombró a Sheeva como su guardaespaldas, sin embargo, se volvió desconfiada cuando el Kahn designó al centauro, Motaro, como líder de los escuadrones de exterminio para la batalla. Sheeva vio esto como un insulto, ya que los Shokan y los Centauros son  enemigos mortales. Sirvió al emperador en Earthrealm, pero cuando regresó a Outworld, se sorprendió al saber que Shao Kahn había traicionado a los shokans y había lanzado una ofensiva contra ellos. Ella se unió a su gente en la lucha contra los guerreros de Kahn. Los shokan eran muy inferiores en número, pero cuando Shao es derrotado por los guerreros de la Tierra y retira a sus tropas, Sheeva aprovecha la oportunidad para vengarse de Motaro. Días después, se enteró de que este había cuidado a su aliado Earthrealm, Kano. Aunque Motaro solo lo rescató para encarcelarlo y luego pudiera enfrentar la ira de Shao Kahn por su fracaso ante Sonya Blade. Tiempo después, Sheeva intentó matar al centauro y Shao Kahn, liberando a Kano y este se le unió como agradecimiento. Se dirigieron al palacio, pero Kano la traicionó e informó a Shao Kahn del atentado contra su vida, lo que lo llevó a matar a Sheeva.
En Mortal Kombat: Armageddon (2006) en el modo Konquest, Se ve una ilusión de Sheeva en el Netherealm dentro de una legión de demonios que intentan derrocar el gobierno del Dios antiguo caído Shinnok, como parte de una prueba para el semidiós Edeniano Taven. En su final no canónico, Sheeva derrota a  Blaze y se convertierte en la Diosa de la Destrucción, destruyendo reinos usando un kamidogu con el fin de reconstruirlos como mejor le parezca.
Sheeva regreso para el reboot de 2011. En el modo historia, ella es una guardaespaldas y custodia a servicio de Shao Kahn, en dicho modo tiene presas a Kitana y Sonya Blade. En su final no canónico va con Raiden a pedir ayuda para proteger a su gente de los seguidores de Shao Kahn, temiendo que los Shokan fueran atacados después de su derrotada. Raiden le mustra piedad y la traslada con su gente al Earthrealm, haciendo de Australia su nueva casa y a ella en su líder.
Sheeva regreso como aliada en Mortal Kombat 11, inicialmente como un personaje no jugable para después ser un personaje descargable. Ella es vista por primera vez cuando la princesa Kitana trató de convencerla de ayudar Kotal Kahn contra Shao Kahn quien había sido traído del pasado. Sheeva, sin embargo, duda en involucrarse a menos que la victoria esté asegurada; indicando que se unirá solo si Baraka y su gente pueden ser persuadidos para unirse también. Después de que Kitana logra esto, Sheeva le acompaña a asaltar el Koliseum para evitar la ejecución de Kotal. Más tarde, Sheeva se convierte junto a Baraka en una de los principales lugartenientes de Kitana quien Kotal nombró como la nueva Kahn después de ser incapacitado por Shao. Sheeva se unió a la alianza en la última batalla contra Kronika y sus seguidores en el Netherrealm, mientras Kitana y sus aliados iban a la.guarida de la guardiana del tiempo. En la expansión, Aftermath, Sheeva juega un papel más importante, ayudando a Shang Tsung a recuperar la Corona de Almas de Kronika para que así Liu Kang pueda restaurar la historia. Después, Sheeva ayuda a revivir a Sindel por el vínculo que hizo con ésta hace años como su protectora. Sin embargo, después de enterarse de la traición de Sindel, Sheeva intentó detenerla solo para ser derrotada.

### Otros medios
Sheeva apareció en Mortal Kombat: Annihilation, interpretada por Marjean Holden. El guion de rodaje incluyó una larga escena de lucha con  Raiden que se omitió durante la filmación; en cambio, simplemente fue aplastada por una jaula que cayó en la sala del trono de Shao Kahn. Su única secuencia de acción fue una breve pelea con Motaro, aunque la película reconoció que alguna vez fue la protectora personal de Sindel. En una entrevista de 2001 con el sitio de fanes Total Mortal Kombat, Holden expresó su descontento por el trato que le dieron a los personajes. En el guion de rodaje y la novela, Sheeva fallece en una extensa escena de lucha contra Raiden, pero dicha escena nunca se filmó y su tiempo de pantalla fue escaso en la versión final, con Raiden luchando contra dos Raptors y Sheeva muerte simplemente aplastada por una jaula. "¡Aquí había un personaje, ese era uno de los más populares en el videojuego ... y la mataron sin siquiera pelear! Algo que no me hizo feliz en absoluto. Esa fue una de las razones por las que quería hacer el papel, fue por el simple hecho de que hubo grandes peleas en la película para este personaje, y todas fueron eliminadas ".
Sheeva tuvo un rol poco importante en la miniserie animada  Mortal Kombat: Defenders of the Realm, en el que ella albergaba una antigua animosidad hacia Raiden. Su voz fue interpretada por Dawnn Lewis.
En el cómic del 2015 que sirvió de precuela para   Mortal Kombat X  producido por DC Comics, Sheeva es coronada por Kintaro como la nueva reina de los Shokan en un tratado pacífico con Kotal Kahn, tras la muerte del rey anterior, Gorbak. Sheeva lloró la muerte de Kintaro cuando Sonya Blade lo mató en batalla al estar poseída.

## Diseño y jugabilidad
Sheeva, cuyo nombre se deriva de Shiva, una deidad hindú de la destrucción, se introdujo a la serie debido a las solicitudes de los fanáticos de una versión jugable de  Goro. No fue incluida como personaje seleccionable en la versión de  SNES y Sega Genesis de Ultimate Mortal Kombat 3 debido a limitaciones de memoria, aunque apareció como un personaje glitch en la versión SNES. La sangre de Sheeva era verde en MK3 hasta  Mortal Kombat Trilogy  aunque de momento sí esto se hizo simplemente porque era una Shokan, no tenía mucho sentido, ya que tanto Goro como Kintaro tenían sangre roja en juegos anteriores. Como referencia a su sangre verde en MK:Aftermath, se supo gracias a un diálogo con Skarlet que en otras líneas temporales los Shokan tienen sangre verde e incluso son sub-zaterranos al ser descendientes de los últimos dragones. Sheeva fue el primer personaje en tener este color de sangre en particular (sin contar la versión japonesa censurada de  Mortal Kombat II , en la que todos los personajes tenían sangre verde). Su color de sangre se cambió a rojo desde "Armageddon".
Hasta el lanzamiento de "MK: Armageddon", Sheeva no había aparecido como un personaje jugable desde "MKTrilogy", ni había tenido cameos sustanciales; solo su cadáver fue encontrado en el modo Konquest en el Netherealm para  Mortal Kombat: Deception ', y se le ve corriendo en el cementerio en el modo Kripta, donde la mayoría de personajes de MK hizo cameos. Su destino después de  MK Trilogy  se reveló en el texto del modo Konquest de  Mortal Kombat: Deadly Alliance .' En el modo arcade de  Armageddon , Sheeva a veces aparece como subjefa antes de la pelea final contra Blaze. Ella es la única Shokan que puede realizar combos aéreos y ser lanzada por personajes normales en el juego. Si bien tiene los movimientos ofensivos de Goro, es una Shokan mujer, por lo que es más pequeña y por lo tanto, de la misma altura que los otros luchadores. En MK11, Sheeva es más alta que todos los peleadores masculinos y femeninos, a excepción de Shao Kahn y Kotal Kahn, a quienes iguala en altura.

## Recepción
La recepción del personaje ha sido mixta. También en 2011, Wirtualna Polska la incluyó entre las diez principales villanas de los juegos, como "una atracción para los conocedores de la belleza inusual y cantidades aún más inusuales de las diversas partes del cuerpo". En 2012, UGO.com la clasificó como la 28° mejor personaje de Mortal Kombat. Sheeva ocupó el lugar 36 en una encuesta de fanáticos realizada en 2013 organizada por Dorkly que calificó la lista de la serie completa. Den of Geek clasificó a Sheeva en el puesto 34 en su clasificación de las franquicias de 2015, 64 personajes. Sin embargo, Game Informer la mencionó como uno de los personajes que no quería para MK9, afirmando que "a pesar de un movimiento de la tierra un poco frío, ella era una adición a la serie que nunca sirvió para nada o hizo algo especialmente notable". GamePlayBook clasificó a Sheeva en quinto lugar entre los 10 peores personajes de la serie. Ella fue clasificada como el séptimo personaje Mortal Kombat más goofiest por Topless Robot en 2011.
Sheeva apareció en varias listas de las mejores, y en ocasiones peores, jugadas de finalización de la serie Mortal Kombat por varias publicaciones. En 1996, su movimiento "Skin Rip" recibió la mayor cantidad de votos para el movimiento favorito de Mortal Kombat 3 de los lectores de GamePro. En 2010, IGN clasificó sus "antebrazos de hombres" de MK3 como la tercera mejor muerte. En 2011, ocupó el tercer lugar en las listas de los mejores ("Skin Rip" en MK3) y los peores ("Jackhammer" en MK3) Fatalities por GameRant. En 2012, GameFront clasificó su "Stripped Down" Mortal Kombat 9 como el tercero mejor de la serie, mientras que su otra Fatality también fue clasificada como la novena mejor en este juego por Paste.